# Sun Yat-sen
Sun Yat-sen, auch Sun Jat-sen (chinesisch 孫逸仙 / 孙逸仙, Pinyin Sūn Yìxiān, in China meist 孫中山 / 孙中山,  Sūn Zhōngshān; * 12. November 1866, im Dorf Cuiheng bei Zhongshan, Provinz Guangdong, Kaiserreich China; † 12. März 1925 in Peking, Republik China) war ein chinesischer Revolutionär und Staatsmann. Er gründete im Japanischen Exil in Tokio den Bund der Tongmenghui, aus dem später die Kuomintang (KMT) hervorging, und wurde am 1. Januar 1912 erster provisorischer Präsident der Republik China, mit der das über zweitausendjährige Kaiserreich endete. Nach einigen Jahren im Exil wurde er 1921 Präsident der selbstproklamierten Nationalregierung in Kanton (Guangzhou).
Sun spielte eine entscheidende Rolle im Sturz der Qing-Regierung, einschließlich der Xinhai-Revolution. Den Sturz der Regierung steuerte er zu dieser Zeit aus dem Ausland.
Sun Yat-sen als Gründer des modernen China wird sowohl in der auf taiwanischem Boden de facto fortbestehenden Republik China auf Taiwan als auch in der Volksrepublik China verehrt. Seine politische Philosophie ist als die „Drei Prinzipien des Volkes“ bekannt. Seine Frau Song Qingling, die ihn lange überlebte, spielte sowohl in China vor dem Zweiten Weltkrieg als auch in der Volksrepublik eine wichtige Rolle und war später Präsidentin der Volksrepublik.
Im chinesischen Sprachraum nennt man Sun in der Öffentlichkeit im Chinesischen meist Sun Zhongshan (孫中山 / 孙中山). Dieser populärere Name in Pinyin, der amtlichen Umschrift der Volksrepublik China, setzt sich aus dem chinesischen Familiennamen „Sun“ (chin. 孫 / 孙,  Sūn, in Japan als „Son“ jap. 孫 Son ausgesprochen) und dem Rufnamen „Nakayama“ (jap. 中山 Naka·yama) bzw. „Chuuzan“ (jap. 中山 Chū·zan), Suns erstem Pseudonym im japanischen Exil, nach der hochchinesischen Aussprache „Zhongshan“, zusammen. In China – sowohl Festlandchina als auch Taiwan – wird Sun mit dem Titel (Herr) Landesvater Sun Zhongshan (國父孫中山先生 / 国父孙中山先生,  Guófù Sūn Zhōngshān xiānshēng,  Kuo-fu Sun Chung-shan hsien-sheng) geehrt.

## Details zum Namen
Suns amtlicher Name bei der Geburt lautet Sun Wen (孫文 / 孙文,  Sūn Wén,  Sun Wen). Wie traditionell üblich hatten Chinesen während der Kaiserzeit neben dem Geburtsnamen weitere Zusatznamen, die man bei der Geburt von den Eltern und später zur Volljährigkeit oder bei der Ausbildung erhielt (vgl. Künstlername bzw. Pseudonym bei Autoren o. Ä.), insbesondere in gebildeten Familien.
| Umschrift  | Geburtsname | Míng 1 | Pǔmíng 2  | Zì 3      | Hào 4    | Hào 4    | Rǔmíng 5   | Pseudonym 6     | Pseudonym 6         |
| ---------- | ----------- | ------ | --------- | --------- | -------- | -------- | ---------- | --------------- | ------------------- |
| Chinesisch | 孫文 a      | 文     | 德明      | 載之 b    | 逸仙     | 日新     | 帝象       | 中山樵          | 高野長雄 c          |
| Pinyin     | Sūn Wén     | Wén    | Démíng    | Zàizhī    | Yìxiān   | Rìxīn    | Dìxiàng    | Zhōngshān Qiáo  | Gāoyě Chángxióng    |
| W.G.       | Sun Wen     | Wen    | Te-ming   | Tsai-chih | I-hsien  | Jih-hsin | Ti-hsiang  | Chungshan chiao | Kaoyeh Changhsiung  |
| Jyutping   | Syun1 Man4  | Man4   | Dak1ming4 | Zoi3zi1   | Jat6sin1 | Jat6san1 | Dai3zoeng6 | Zung1saan1 Ciu4 | Gou1je5 Coeng4hung4 |
| Japanisch  | 孫文        | 文     | 德明      | 載之      | 逸仙     | 日新     | 帝象       | 中山樵          | 高野長雄            |
| Hepburn    | Son Bun     | Bun    | Tomei     | Saishi    | Issen    | Nisshin  | Teishou    | Nakayama Kikori | Takano Nagao        |

Anmerkung
Alle Schriftzeichen der obigen Tabelle in Langzeichen

## Leben

### Jugend

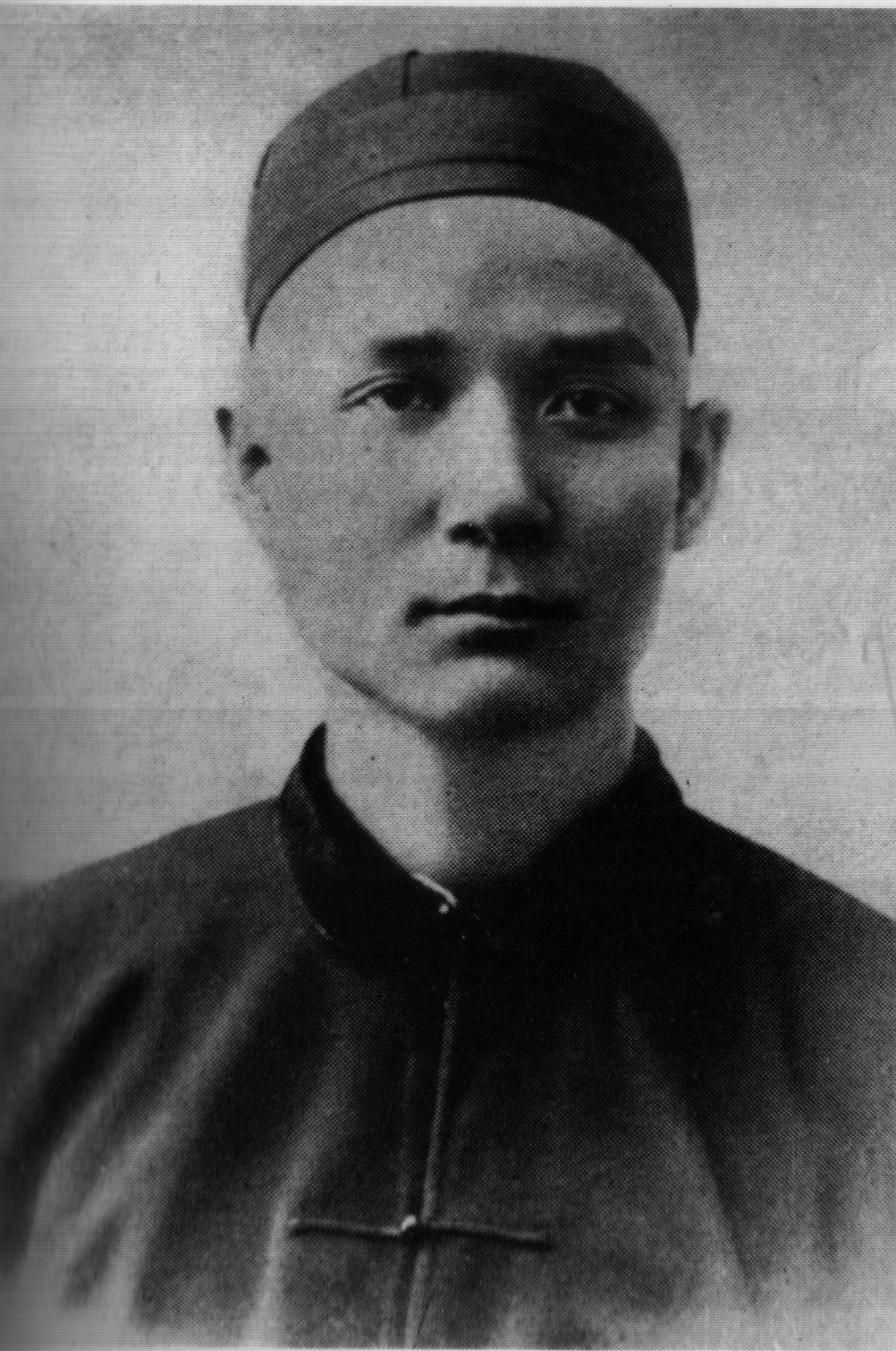
Siebzehnjähriger Sun Wen (Sun Yat-sen) in typischer Bekleidung der Qing-Zeit

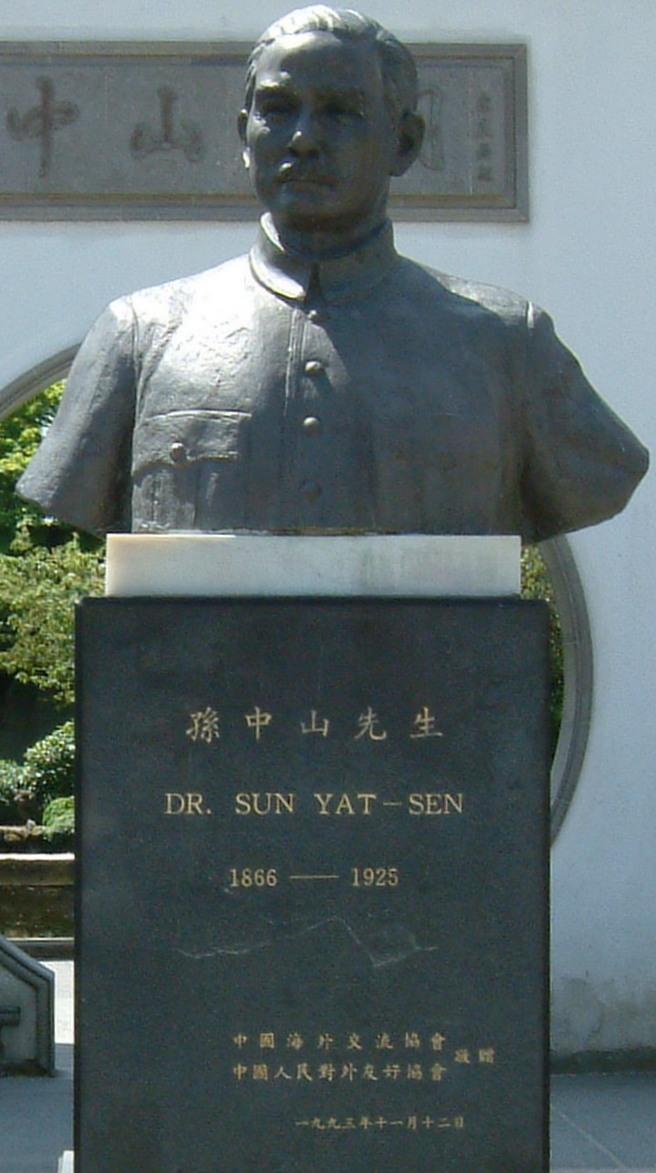
Büste vor dem Chinese Garden in Vancouver, Kanada

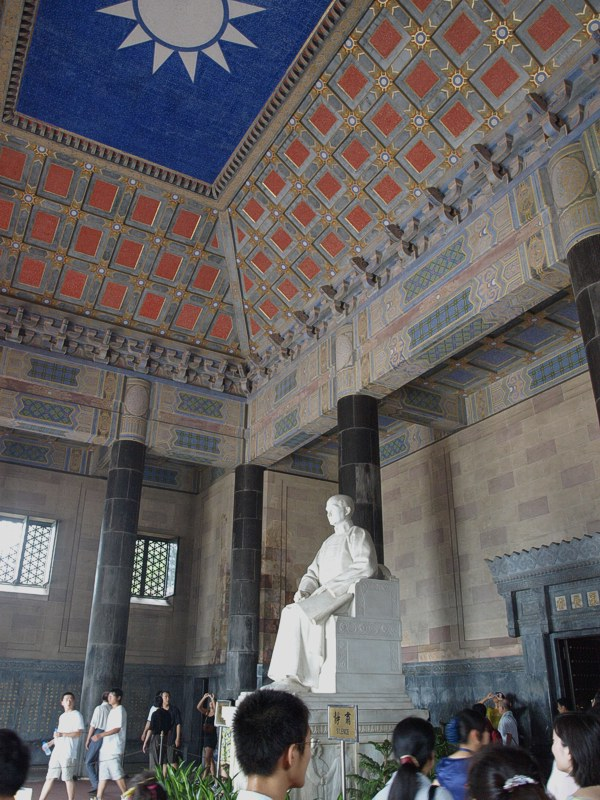
Sun-Yat-sen-Mausoleum in Nanking, VR China, mit der Fahne der Kuomintang an der Decke

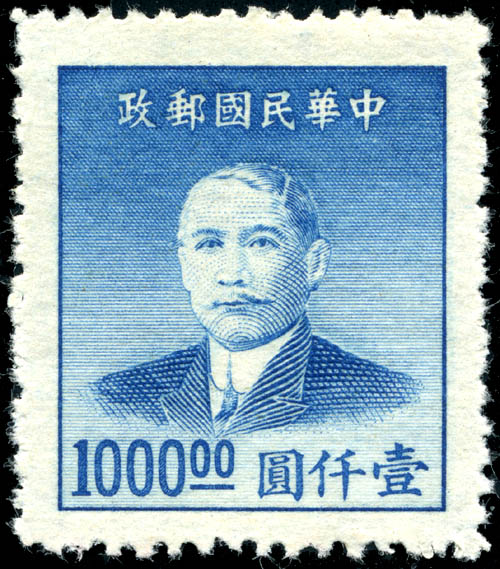
Porträt auf einer Briefmarke, Taiwan 1949

Sun Yat-sen wurde am 12. November 1866 als Sohn einer Bauernfamilie im Dorf Cuiheng (翠亨村), Kreis Xiangshan (香山縣 / 香山县, Jyutping Hoeng1saan1 jyun6), Guangdong (Südchina) geboren. Der Bezirk wurde ihm zu Ehren in Zhongshan umbenannt. Über seine Herkunft sagte Sun: „Ich bin ein Kuli und der Sohn eines Kulis. Ich habe immer mit dem Kampf des Volkes sympathisiert.“
Laut einer vom hawaiischen Territorium der USA ausgestellten Geburtsurkunde wurde er am 24. November 1870 im Königreich Hawaiʻi geboren. Diese Angaben gelten als unzutreffend. Sun Yat-sen hat diese Geburtsurkunde im März 1904 bei einem Aufenthalt in Hawaii erhalten. Sie ermöglichte ihm den legalen Aufenthalt in den Vereinigten Staaten, der ihm sonst aufgrund des Chinese Exclusion Act von 1882 verwehrt gewesen wäre.
1878 ging er im Alter von 13 Jahren erstmals nach Hawaii und zog zu seinem Bruder nach Honolulu, der dort bereits als Arbeiter angefangen und als Händler reich geworden war. Von 1879 bis 1882 lernte er an der anglikanischen Iolani School, bis 1883 noch an der Punahou-Schule. Diese erste Berührung mit dem Christentum prägte ihn zutiefst.
Nach seiner Rückkehr ins Dorf Cuiheng zerschlug er eine Götterfigur im Dorftempel, um sein Aufbegehren gegen die herrschenden Umstände zu demonstrieren. Dafür wurde er aus dem Dorf verbannt.

#### Christliche Taufe
In den frühen 1880er Jahren sandte ihn seine Schwester Sun Mei zur Lolani-Schule, die unter der Direktion der britisch-anglikanischen Kirche stand und von dem Prälaten Alfred Willis geleitet wurde. Der Unterricht wurde in englischer Sprache abgehalten. Obwohl Bischof Willis betonte, dass niemand gezwungen würde, den christlichen Glauben anzunehmen, war der sonntägliche Besuch der Kapelle für die Schüler obligatorisch. In dieser Schule kam Sun Yat-sen das erste Mal mit dem Christentum in Kontakt, das einen tiefen Eindruck bei ihm hinterließ. Harold Schiffrin schrieb, dass der christliche Glaube einen großen Einfluss auf Suns zukünftigen politischen Verlauf gehabt habe.
Sun wurde später in Hongkong von einem amerikanischen Missionar der Kongregationskirche der USA getauft. Sein Bruder hingegen missachtete diese Taufe. Seine Bekehrung zum christlichen Glauben war verbunden mit seinen revolutionären Idealen und auch dadurch gefördert.

### Aktivität als Revolutionär
Sun begann im Jahr 1887 am Hong Kong College of Medicine for Chinese, das später in der Universität Hongkong aufging, Medizin zu studieren, wo er 1892 einer der beiden ersten Absolventen war. Danach arbeitete er als Arzt im Kiang Wu Hospital in Macau. In der Medizin verfolgte Sun Yat-sen, geleitet durch das japanische Vorbild, in seinem weiteren Leben eine radikale Erneuerung sowie die Besetzung chinesischer Lehrstühle mit deutschen Professoren.
Seine Aufenthalte im Westen verstärkten in ihm die Unzufriedenheit mit der Regierung der Qing-Dynastie und so begann er seine politischen Aktivitäten damit, dass er Reformgruppen von Exilchinesen in Hongkong organisierte. Im Oktober 1894 gründete er die Xingzhonghui (興中會 / 兴中会 – „Vereinigung zur Wiederherstellung Chinas“) mit dem Ziel, eine Plattform für zukünftige revolutionäre Aktivitäten zu schaffen.
Im Jahr 1895 schlug der von ihm mitgeplante „Kantoner Aufstand“ (乙未廣州起義 / 乙未广州起义) fehl. Die Qing-Regierung setzte auf ihn ein Kopfgeld aus, und Sun ging für 16 Jahre ins Exil in Europa, den USA, Kanada und Japan. Dort sammelte er Geld für seine revolutionären Aktivitäten. In Japan trat er chinesischen Dissidentengruppen bei und gründete dort im Jahr 1905 den Tongmenghui-Bund (etwa „Chinesischer Revolutionsbund“), den Vorgänger der Kuomintang. Er wurde dafür von Japan in die USA ausgewiesen. In dieser Zeit begann er auch, westliche Anzüge zu tragen, und ließ sich den chinesischen Zopf abschneiden.
Am 10. Oktober 1911 begann der Wuchang-Aufstand, der den Auftakt zur Xinhai-Revolution bildete und zum Ende der zweitausendjährigen Herrschaft der Kaiserdynastien in China führte. Sun hörte von der erfolgreichen Rebellion des Militärs gegen die Qing-Dynastie. Daraufhin fuhr er zunächst nach Europa, um dort die Westmächte davon zu überzeugen, den Qing keine Kredite mehr zu gewähren. In London konnte er so einen wichtigen Erfolg verbuchen. Er kehrte zu Weihnachten aus Frankreich nach China zurück.

#### Exil in Japan
Sun reiste über Kanada nach Japan, um dort sein Exil zu beginnen. Er kam am 16. August 1897 in Yokohama an und traf sich mit dem japanischen Politiker Tōten Miyazaki (宮崎 滔天 Miyasaki Toten). Die meisten Japaner, die aktiv mit Sun zusammenarbeiteten, waren durch einen pan-asiatischen Widerstand gegen den westlichen Imperialismus motiviert. In Japan traf Sun auch Mariano Ponce, einen Diplomaten der Ersten Philippinischen Republik.
Während der Philippinischen Revolution und des Philippinisch-Amerikanischen Krieges half Sun Ponce, Waffen zu beschaffen, die aus der Kaiserlich Japanische Armee geborgen wurden, und diese Waffen auf die Philippinen zu verschiffen. Durch die Unterstützung der Philippinischen Republik hoffte Sun, dass die Filipinos ihre Unabhängigkeit bewahren würden, sodass er in dem Land Unterschlupf finden und eine weitere chinesische Revolution inszenieren könnte. Da jedoch der Krieg im Juli 1902 endete und die Vereinigten Staaten siegreich aus dem bitteren Dreijahreskrieg gegen die Republik hervorgingen, hatte Sun nicht die Gelegenheit, sich mit den Philippinen in seiner Revolution in China zu verbünden. 1897 traf Sun Yat-sen, durch eine Einführung von Toten Miyazaki, Mitsuru Tōyama (頭山 満 Tōyama Mitsuru) von der politischen Organisation Genyosha. Durch Tōyama erhielt er finanzielle Unterstützung für seine Aktivitäten und Lebenshaltungskosten in Tokio von Kotarō Hiraoka (平岡 浩太郎 Hiraoka Kotarō). Zudem wurde seine Unterkunft, ein 2000 Quadratmeter großes Anwesen in Waseda-Tsurumaki-cho, von Tsuyoshi Inukai (犬養 毅 Inukai Tsuyoshi) organisiert.
1899 ereignete sich der Boxeraufstand. Im folgenden Jahr versuchte Sun Yat-sen einen weiteren Aufstand in Huizhou, doch dieser endete in einem Misserfolg. 1902, obwohl er bereits eine Frau in China hatte, heiratete er die Japanerin Kaoru Otsuki. Zudem hielt er Asada Haru als Geliebte und ließ sie ihn häufig begleiten.

### Präsidentschaft in der neuen Republik
Am 29. Dezember 1911 wurde Sun in einer Konferenz von Provinzrepräsentanten in Nanjing zum Übergangspräsidenten der Republik China gewählt.
Obwohl in der Geschichtsschreibung der Kuomintang die Rolle von Sun sehr betont wird, bezweifeln viele Historiker, dass er im Umsturz von 1911 eine große Rolle gespielt hatte, einfach aus dem Grund, dass er zu jener Zeit im Ausland war. Vielmehr wurde er zum Übergangspräsidenten gewählt, weil er geachtet, aber unbedeutend war und einen Kompromisskandidaten zwischen Revolutionären und dem konservativen Adel darstellte. Am 12. August 1912 gründete er im Hinblick auf die bevorstehenden Parlamentswahlen aus zahlreichen kleineren politischen Gruppierungen die Nationale Volkspartei (Kuomintang).
Nach seiner Vereidigung berief Sun Delegierte aus allen Provinzen ein, um die Nationalversammlung der Republik China zu gründen. Das Übergangsrecht wurde von dieser Versammlung zum Grundgesetz der neuen Republik erklärt.
Die Übergangsregierung war trotzdem in einer sehr schwachen Lage: Die Südprovinzen hatten ihre Unabhängigkeit erklärt, während der Norden dies noch nicht getan hatte. Die Übergangsregierung hatte außerdem keine Streitkräfte, denn ihre Kontrolle über die neue Armee war gering und es gab viele Truppen, die noch den Qing treu waren. Daher brauchte Sun die Unterstützung von Yuan Shikai, dem mit der Beiyang-Armee das Militär Nordchinas unterstand. Sun war gezwungen, ihm das Präsidentenamt zu versprechen, damit er sich auf die Seite der Revolution schlug und Kaiser Puyi zum Abdanken zwang.
Als sich Yuan zum Diktator entwickelte, versuchte Sun 1913, eine Revolte gegen ihn zu starten. Als sie fehlschlug, ging Sun ins Exil nach Japan, wo er die Kuomintang neu organisierte.
Dort heiratete er am 25. Oktober Song Qingling, nachdem er sich von seiner ersten Frau Lu Muzhen getrennt hatte.
1917 kehrte er nach China zurück und wurde im April 1921 mit 218 gegen 3 Stimmen zum Präsidenten der selbstproklamierten Nationalregierung in Kanton gewählt. 1923 erklärte er seine drei Volksprinzipien in einer Rede zur Basis des Staates und seine Fünf-Yuan-Verfassung zur Richtlinie für das politische System.
Um militärische Schlagkraft für eine Nordexpedition gegen die Militaristen in Peking zu haben, gründete er die Whampoa-Militärakademie in der Nähe von Kanton, mit Chiang Kai-shek als Kommandeur und Parteigenossen wie Wang Jingwei und Hu Hanmin als politischen Lehrern.
In den frühen 20er Jahren bekam Sun Hilfe der Komintern, um die Kuomintang in eine leninistische Partei umzuorganisieren. Gleichzeitig handelte er die erste vereinigte Front aus Kommunisten und Kuomintang aus. 1924 wurde diese Allianz noch gestärkt, um das Land besser unter Kontrolle bringen zu können. Zu diesem Zeitpunkt war Sun überzeugt davon, dass China nur mit Gewalt von seiner Basis in Südchina aus vereinigt werden könnte. Nach einer Periode politischer Vormundschaft sollte dann ein Übergang zur Demokratie geschehen.
Am 10. November 1924 reiste Sun in den Norden und trat für eine gesamtchinesische Konferenz sowie die Abschaffung der unfairen Handelsverträge mit dem Westen ein. Zwei Tage später reiste er trotz schlechten Gesundheitszustandes und Bürgerkriegs wieder in den Norden, um über die Zukunft des Landes zu diskutieren.
Am 24. November 1924 traf er mit seiner Frau sowie seinem Sohn in Japan ein. Die japanische Presse maß seinem Besuch „große Bedeutung“ bei und betonte, dass er „wiederholt für eine enge Zusammen arbeit zwischen Japan und China eingetreten sei“.
Am 12. März 1925 starb er in Peking im Alter von 58 Jahren an Leberkrebs. Kurz zuvor hatte er seiner Frau gegenüber den Wunsch geäußert, nach seinem Tod einbalsamiert und in einem Sarg derselben Art wie Lenin bestattet zu werden. Man bestellte daher einen solchen Sarg in Moskau und bahrte Sun Yat-sen vorläufig auf einem Prunkkatafalk auf. Als der Sarg eintraf, bestand der Deckel jedoch aus gewöhnlichem Glas statt aus Kristall, was in China zu Entrüstung führte und Anlass zu einer Anzeige gegen den Lieferanten wegen Betrugs war.
Sun Yat-sen wurde am 19. März 1925 in Peking beigesetzt:

„Das Begräbnis Sunjatsens wurde besonders feierlich vollzogen. Es gab zweierlei Trauerzeremonien, eine religiöse und eine, die von der radikalen Partei Kuoto Ming Tang veranstaltet wurde. Die religiöse Feier ging in der protestantischen Kapelle des Rockefeller-Spitals vor sich, in die man die irdischen Reste des chinesischen Führers am 12. März gebracht hatte. Bloß die nächsten Familienangehörigen und einige wenige Freunde waren bei dieser Feier zugegen. Die Messe wurde von zwei Geistlichen gelesen, einem Dr. Liu, der den Toten einsegnete, wobei er ihn stets mit dem Namen ansprach, den Sunjatsen in der Verbannung getragen hatte, nämlich mit Sun Tschung Tschan, und einem Dr.Tsu, der ein Stück aus der Heiligen Schrift vorlas. Dann hielt der gewesene Justizminister Hsu eine Gedenkrede, in der er Sunjatsen als einen bescheidenen, rechtlich denkenden Mann rühmte, der, obwohl er durch und durch Christ war, sich in den späteren Jahren vom Konfessionellen einigermaßen abgewendet habe, aber in seinem Herzen fromm geblieben sei. Er sei auf dem Standpunkt gestanden, daß die Religion eine Privatangelegenheit sei und mit der Politik nichts zu tun haben dürfe. Merkwürdig war an dieser Zeremonie, daß alles in chinesischer Sprache vorgebracht wurde, man jedoch die religiösen Lieder in englischer Sprache sang. An die kirchliche Feier schloß sich die weltliche. Zu dieser hatte sich draußen vor dem Spital eine riesige Menschenmenge eingefunden. Man sah zahllose Abordnungen, von allerlei Vereinen und vor allem viele Studentenverbände. In dem endlosen Zug, der an der Kapelle hierauf vorbeimarschierte, schritten mehrere Minister mit, die durch ihre Gegenwart der Feier einen nationalen Charakter zu geben bemüht waren. Besonders eindrucksvoll war das Auftreten der Studenten. Sie waren mit unzähligen Bannern erschienen und trugen weiße Chrysanthemen auf der Brust oder schwarze Trauerbänder am Arm, viele ihnen beide zugleich. Als schweigende Zeugen einer mystischen Bundesgenossenschaft zwischen dem Westen, der Schwarz als Trauer trägt, und dem Osten, dessen Trauerfarbe Weiß ist, erregten sie die meiste Aufmerksamkeit.“

## Vermächtnis
Seine politische Philosophie, bekannt als dreifaches Volksprinzip (三民主義 / 三民主义), wurde im August 1905 veröffentlicht und war stark an den amerikanischen Progressivismus angelehnt.
In seinem Werk Methoden und Strategien zum Aufbau des Landes, im Jahre 1919 fertiggestellt, schlug er vor, dieses Prinzip zu verwenden, um endgültigen Frieden, Freiheit und Gleichheit in China zu erreichen.
Nach Suns Tod brach ein Machtkampf zwischen seinem jungen Protegé Chiang Kai-shek und dem älteren Wang Jingwei aus, der die Kuomintang spaltete. Das lag zum Teil am zwiespältigen Erbe, das Sun Yat-sen hinterlassen hatte. Als sich die Allianz zwischen Kommunisten und der Kuomintang 1927 auflöste und der Bürgerkrieg ausbrach, behaupteten alle von sich, seine wirklichen Erben zu sein. Diese Spaltung bestand auch während des japanischen Krieges fort.
Suns Witwe Song Qingling schlug sich während des Bürgerkriegs auf die Seite der Kommunisten und war 1949 bis 1981 Vizepräsidentin der Volksrepublik China, kurz vor ihrem Tod 1981 wurde sie Ehrenpräsidentin. Ihre Schwester Song Meiling wiederum war die Gattin von Chiang Kai-shek.
Sun Yat-sen ist der einzige chinesische Politiker, der sowohl in Taiwan als auch in der Volksrepublik China großes Ansehen genießt. In Taiwan wird er als Vater der Republik China betrachtet und sein Bild ist in fast allen öffentlichen Räumen präsent. Da Sun Yat-sen nie in der Regierung Taiwans war, ist er auch bei Gegnern der taiwanesischen Unabhängigkeit unverfänglich.
In der Volksrepublik China wird er als chinesischer Nationalist und Vorkämpfer der Republik und des Sozialismus gesehen. Seit Anfang des 21. Jahrhunderts wurde Sun auch von der chinesischen Regierung in den Vordergrund gerückt, nicht zuletzt um die Beziehungen zu Taiwan und den dortigen Unterstützern einer Wiedervereinigung zu verbessern. Mittlerweile gibt es zu den Mai-Feiern ein großes Bild von Sun Yat-sen auf dem Tian’anmen-Platz, während Bilder von Marx und Lenin nicht länger zu sehen sind.

## Beziehung zu Japan

### Meiji-Restauration und Suns revolutionäre Ansichten
Laut Hosaka Masayasu, einem der Gründe, warum Figuren wie Miyazaki Tōten, Yamada Yoshimasa und Yamada Junzaburo Suns revolutionäre Bewegung unterstützten, war, dass die Ideale der Meiji-Restauration oder der Bewegung für Freiheit und Bürgerrechte in Japan nicht verwirklicht werden konnten, und sie versuchten, dieses Versagen zu kompensieren.
Sun Yat-sen selbst erklärte jedoch folgendes im Jahr 1919:
Die chinesische Nationalistische Partei ist schließlich die revolutionäre Bewegung Japans von vor 50 Jahren. Japan, ein schwaches Land im Osten, hatte das Glück, Revolutionäre aus der Meiji-Restauration zu haben, die zum ersten Mal Japan von einem schwachen Land zu einem starken Land umwandelten. Unsere Revolutionäre folgten ebenfalls dem Weg der japanischen Revolutionäre und versuchten, China zu transformieren.
Im Jahr 1923 sagte er auch:
Die Meiji-Restauration Japans war die Ursache der chinesischen Revolution, und die chinesische Revolution war das Ergebnis der Meiji-Restauration Japans. Beide sind ursprünglich miteinander verbunden und arbeiten zusammen, um die Wiederbelebung Ostasiens zu erreichen.
Basierend auf seiner Empathie für die Meiji-Restauration suchte Sun Yat-sen eine Zusammenarbeit zwischen Japan und China. Für ihn stellten Japans Zweiundzwanzig Forderungen an China einen Verrat an den „revolutionären Bestrebungen“ der Meiji-Patrioten dar und förderten Japans aggressive Politik gegenüber China.

### Beziehung zu den Japanern
Während seines Lebens hatte Sun Yat-sen eine Vielzahl von Beziehungen zu japanischen Personen. Durch die Vermittlung von Inukai Tsuyoshi lernte er Miyazaki Tōten, Tōyama Mitsuru, und chida Ryōhei, mit denen er auch ideologische Austausche hatte und finanzielle Unterstützung erhielt. Zusätzlich erhielt er finanzielle Hilfe von Geschäftsleuten wie Matsukata Kōjirō, Yasukawa Keiichirō, dem Börsenhändler Suzuki Kugorou und Umeya Shōkichi. Einer seiner Unterstützer während seines Aufenthalts in Japan war auch der Urgroßvater des Manga-Künstlers Shibata Ami.
Zusätzlich diente Sasaki Tōichi der Kaiserlich Japanischen Armee als militärischer Berater für Sun. Er wurde auch mit Minakata Kumagusu befreundet, und ihre Freundschaft vertiefte sich, nachdem sie sich trafen, während Sun im Exil in London war.

### Große Asienismus-Rede
Die Große Asienismus-Rede bezieht sich auf die Ansprache, die Sun Yat-sen am 29. November 1924, dem Tag nach seinem Treffen mit Tōyama Mitsuru in Kobe, hielt. Sie wurde im Auditorium der Kobe Präfekturalen Mädchenschule gehalten, an dem Ort, an dem sich heute das Präfekturgebäude von Hyogo befindet, vor fünf Organisationen, darunter die Kobe Handelskammer. In dieser Rede unterschied Sun zwischen dem „königlichen Weg“ des Ostens und dem „hegemonialen Weg“ des Westens, lobte den königlichen Weg des Ostens und verurteilte Japans Neigung zu hegemonialen Wegen aufgrund von Übermaß, während er auch Japans Modernisierung als führend in diesem Bereich lobte.
Ihr Japaner habt die hegemonialen kulturellen Wege des Westens übernommen, während ihr gleichzeitig das Wesen des königlichen Weges der asiatischen Kultur in euch tragt. Doch wenn ihr in die Zukunft der Weltkultur blickt, bleibt die Frage: Werdet ihr schließlich zu Werkzeugen der westlichen hegemonialen Wege, oder werdet ihr als Barriere zum östlichen königlichen Weg stehen? Dies hängt von eurer sorgfältigen Überlegung und bewussten Entscheidung ab.
In dieser Rede kritisierte Sun den westlichen Kolonialismus, während er Japans Modernisierung und Zivilisation lobte. Gleichzeitig kritisierte er Japan dafür, ein Anhänger des westlichen Kolonialismus zu werden, und setzte sich für eine Zusammenarbeit unter Asiaten ein.

## Gedenkstätten und Denkmäler
Volksrepublik China:
- Im Dorf Cuiheng sind heute Sun Yat-sens Geburtshaus und seine spätere Residenz Gedenkstätten. Der Ort liegt in der bezirksfreien Stadt Zhongshan, nicht weit von Macau und Hongkong entfernt.
- Guangzhou (Exonym Kanton): Gedenkhalle und Statue. In Guangdong befindet sich auch die Sun-Yat-sen-Universität mit mehreren Standorten.
- Hongkong: Dr. Sun Yat-sen Museum in Central, Dr Sun Yat-sen Historical Trail ein Wanderpfad im Central and Western District, Sun Yat Sen Memorial Park im Stadtteil Sai Ying Pun auf Hong Kong Island und den Sun Yat Sen Garden mit dem sogenannten Red House nahe Castle Peak im Tuen Mun District.
- Nanjing: Sun-Yat-sen-Mausoleum.
- Peking: im Zhongshan-Park, welcher der Verbotenen Stadt (Gùgōng-Palast-Museum, ehemaliger Kaiserpalast) vorgelagert ist.
- Shanghai: In der früheren französischen Konzession befindet sich ein kleines Museum in dem Haus, in dem Sun gelebt hat.

Republik China:
- Taipeh: Sun-Yat-sen-Gedächtnishalle mit Statue.

Malaysia:
- George Town (Penang): Dr. Sun Yat Sen Museum

Singapur:
- Singapur: Sun Yat Sen Nanyang Gedächtnishalle

Gedenkstätte
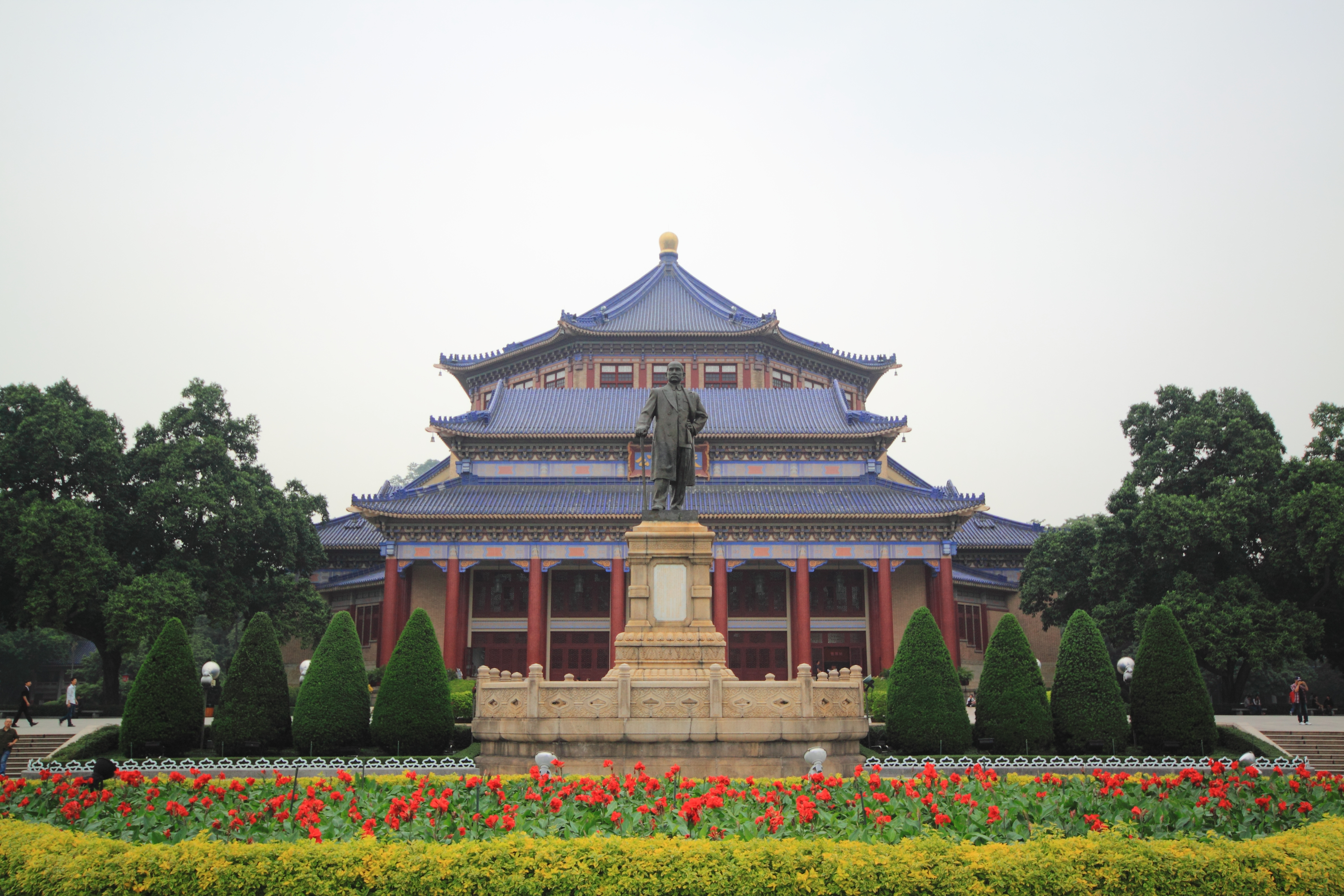
Gedenkhalle in Guangzhou, 2012
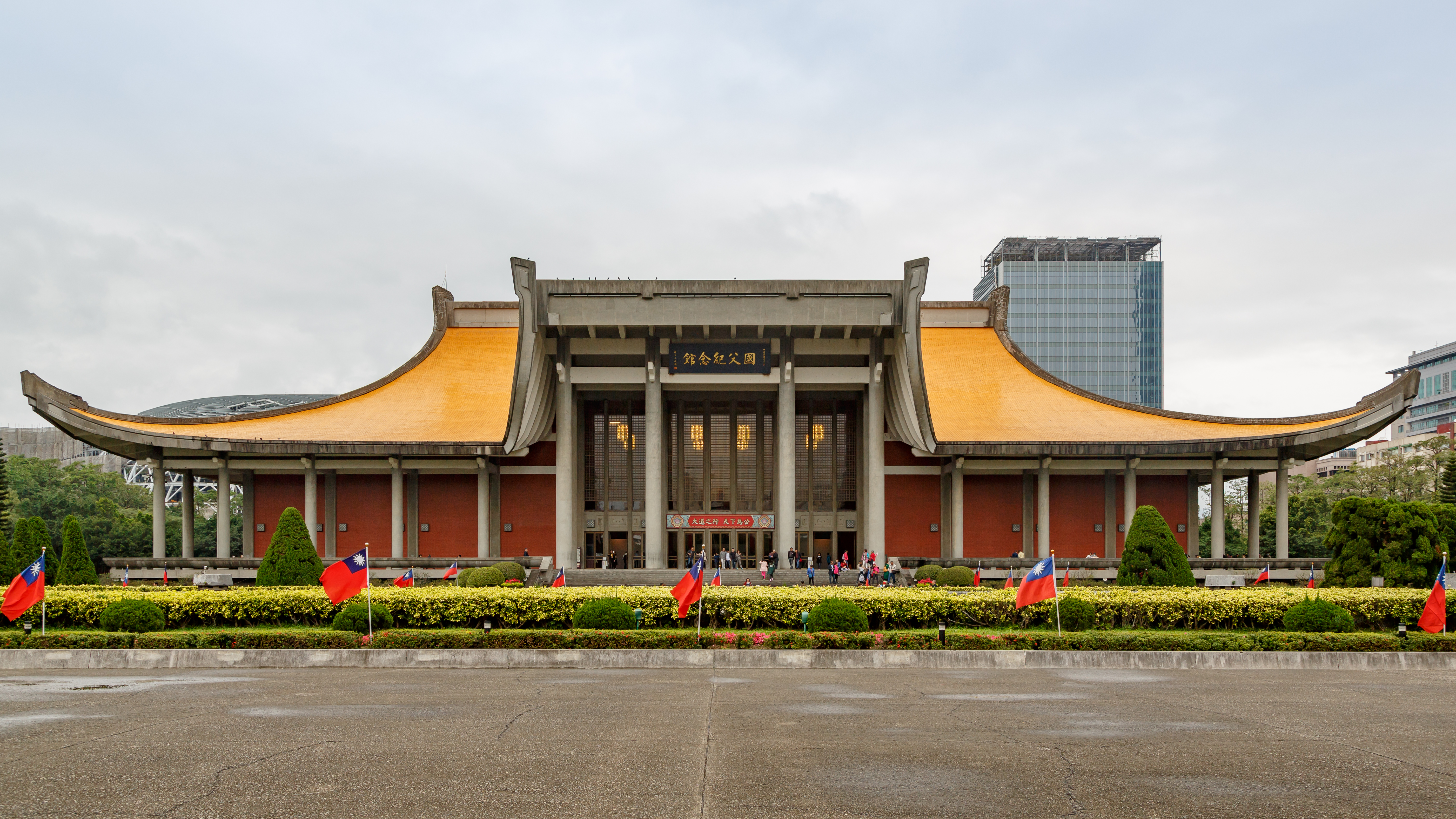
Gedenkhalle in Taipeh, 2015
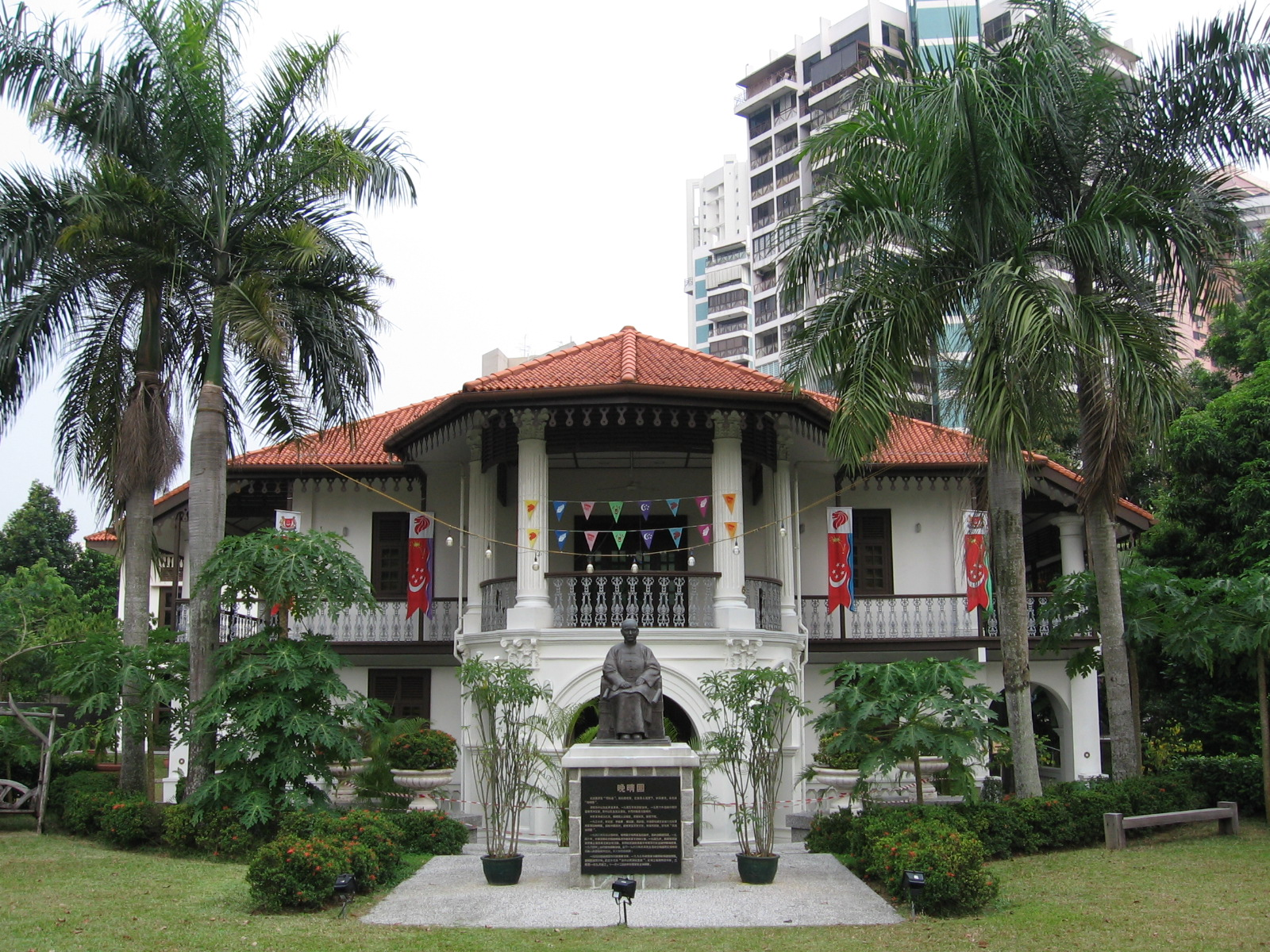
Gedenkhalle in Singapur, 2006
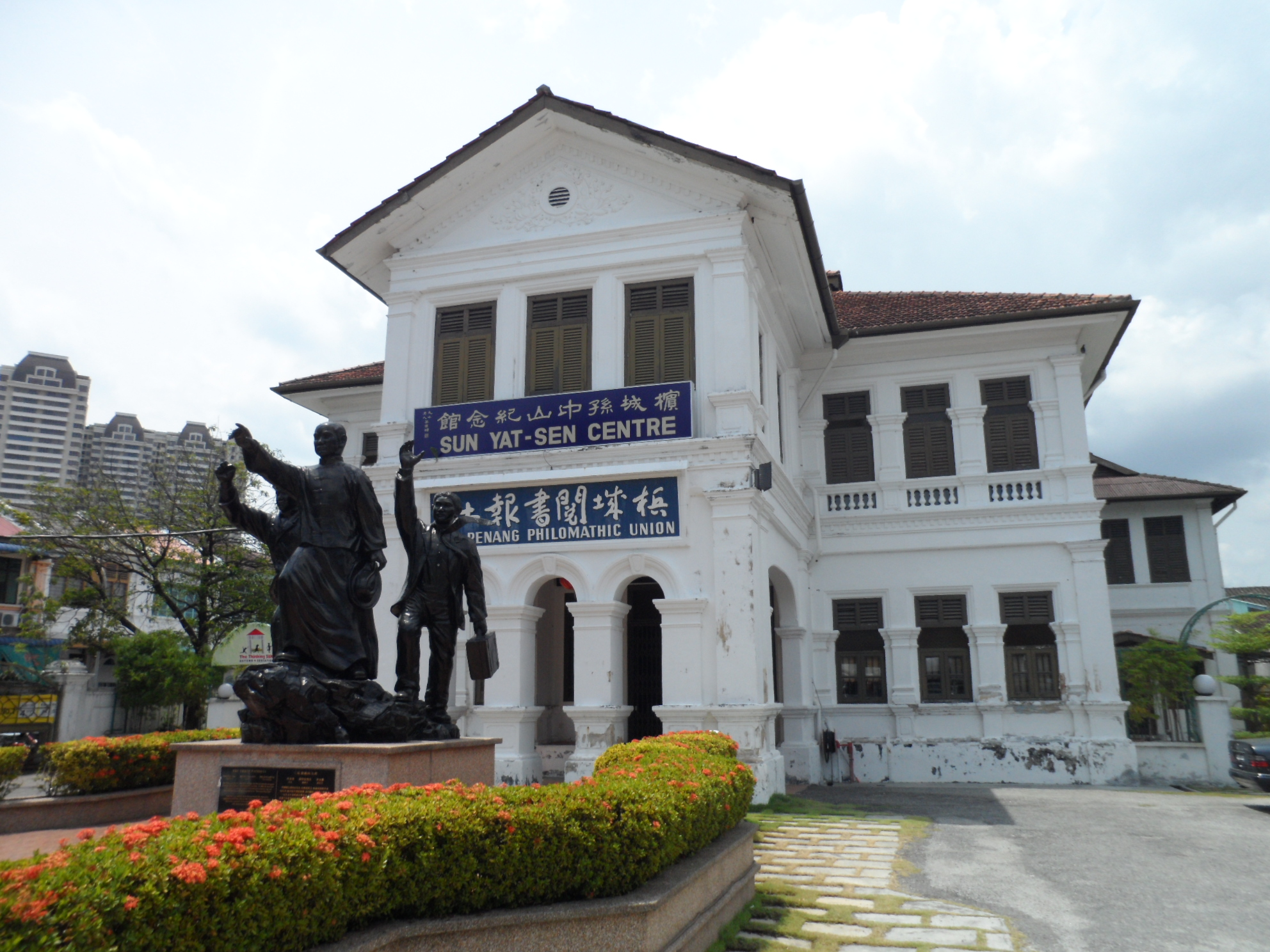
Gedenkhalle in George Town, 2013

## Trivia
Das in den westlichen Kulturen meist als Mao-Anzug bekannte Kleidungsstück heißt im Chinesischen „Sun Yatsen-Anzug“ (中山裝 / 中山装,  Zhōngshān zhuāng – „wörtl. Zhongshan-Anzug“).
Die 1989 eröffnete Zhongshan-Station in der Antarktis ist nach Sun benannt.